# Сартеано
Сартеа̀но (на италиански: Sarteano, на местен диалект Sartiano, Сартиано) е малко градче и община в централна Италия, провинция Сиена, регион Тоскана. Разположено е на 573 m надморска височина. Населението на общината е 4905 души (към 2010 г.).